# Davor Štefanek
Davor Štefanek (Subotica, 2 de setembro de 1985) é um lutador de estilo greco-romana sérvio, campeão olímpico.

## Carreira
Štefanek competiu na Rio 2016, na qual conquistou a medalha de ouro, na categoria até 66 kg.